# 1750年の相撲
1750年の相撲（1750ねんのすもう）は、1750年の相撲関係のできごとについて述べる。

## 興行
- 4月場所（大坂相撲）[1]
  - 興行場所:大坂堀江